# North American Nursing Diagnosis Association International
Die NANDA International (NANDA-I, Internationale Klassifikation der Pflegediagnosen) ist eine pflegewissenschaftliche Organisation, die sich mit der Formulierung, Entwicklung und Prüfung von Pflegediagnosen beschäftigt. Zielsetzung der Organisation mit Sitz in  Kaukauna (Wisconsin) ist eine Vereinheitlichung der pflegediagnostischen Terminologie mit der eine Vereinfachung der Pflegedokumentation sowie der Erfassung des Pflegeprozesses in der Praxis einhergeht sowie eine bessere statistische Auswertbarkeit pflegerelevanter Daten zur Unterstützung der Weiterentwicklung in der Pflegeforschung.  NANDA International veröffentlicht zudem die wissenschaftliche Fachzeitschrift International Journal of Nursing Knowledge.

## Ziele
Die Vereinigung hat zum Ziel, eine Terminologie zu entwickeln, zu verbessern und zu fördern, welche die klinische Entscheidungsfindung von Pflegefachkräften genau wiedergibt. Die Einführung von Pflegediagnosen verbessert alle Aspekte der Pflegepraxis: Die Stärkung der professionellen Anerkennung, die Sicherstellung einer konsistenten pflegerischen Dokumentation, welche die klinische Entscheidungsfindung darstellt sowie eine genaue Dokumentation zur Sicherung der Pflegefinanzierung. Das Ziel der Vereinigung ist, Pflegefachwissen zu etablieren, indem die internationale Klassifikation der Pflegediagnosen NANDA-I weiterentwickelt wird. Dabei stehen nicht medizinische Diagnosen im Vordergrund, sondern eine Klassifikation der Pflegeprobleme, -risiken sowie der Bereitschaft des Patienten zur Gesundheitsförderung. Im Fokus stehen pflegerisch relevante, menschliche Erfahrungen und Reaktionen von Patienten auf gesundheitliche Probleme/Lebensprozesse (NANDA International, 2010). NANDA-I will Pflegende in der Pflegedokumentation und im Pflegeprozess unterstützen, die Pflege durch besseren Wissensstand und genaue Umschreibung der Diagnosen professionalisieren und entwickelt eine computergerechte Sprache, um die Pflegeforschung und statistische Analysen zu erleichtern.
Gemäß Studien ist die Klassifikation NANDA-I die am Weitesten verbreitete Pflegediagnosenklassifikation. Die aktuelle Klassifikation enthält 216 Pflegediagnosen und wurde in über 20 Sprachen übersetzt.

## Geschichte
Die NANDA entstand 1982 aus der Nationale Konferenzvereinigung, einer Kommission von Pflegewissenschaftlerinnen, die 1973 in St. Louis, Missouri, USA während der Ersten Nationalen Konferenz über die Klassifizierung der Pflegediagnose gebildet wurde. Zur ersten Präsidentin der NANDA wurde Marjory Gordon gewählt, die das Amt bis 1988 innehatte. Im Jahre 1986 wurde der Weltgesundheitsorganisation die Übernahme der Pflegediagnosenklassifikation der NANDA als eigenes Kapitel innerhalb der International Statistical Classification of Diseases and Related Health Problems (ICD) vorgeschlagen. Unterstützt wurde NANDA dabei von der American Nurses Association.
Die erste Klassifikation Taxonomy I, auch als Orange Book bekannt, wurde 1987 veröffentlicht. Ein Jahr später verstärkte die Organisation ihre internationalen Bemühungen um Verbreitung dieser Taxonomie. Da sie jedoch lange Zeit für viele Pflegekräfte relativ unverständlich blieb, wurde im Rahmen der 13. NANDA-Konferenz 1998 eine vollständig überarbeitete Fassung vorgelegt. Diese neue Klassifikation wurde im Frühjahr 2000 als so genannte Taxonomy II verabschiedet. Das Interesse an Pflegediagnosen nach dem Muster von NANDA hatte in den Folgejahren weltweit zugenommen, die Organisation entschloss sich deshalb 2002 zu einer Umbenennung in NANDA International (NANDA-I).
Neben der Weiterentwicklung der aktuellen Taxonomie arbeitet die Vereinigung seither vor allem an der Integration der NANDA-Pflegediagnosen in ein Gesamtsystem von Pflegeklassifikationen, die ihrerseits verschiedene Aspekte des Pflegeprozesses beschreiben. Insbesondere sind dabei die Klassifikationen der Nursing Interventions Classification (NIC, dt. Pflegemaßnahmenklassifikation) und der Nursing Outcomes Classification (NOC, dt. Pflegeergebnisklassifikation) zu nennen. Alle drei Klassifikationen wurden im Jahr 2003 zur NANDA-NIC-NOC Taxonomie (NNN Taxonomie) zusammengeführt.

## International Journal of Nursing Knowledge
Die Vereinigung gibt seit Juli 2004 die Fachzeitschrift International Journal of Nursing Terminologies and Classifications, in der in peer-reviewten Artikeln über die Weiterentwicklungen, Anforderungen, Studien etc. innerhalb der Pflegediagnostik und der internationalen Pflegeklassifikationen berichtet wird. Im Jahr 2002 wurde der Titel der Zeitschrift geändert in International Journal of Nursing Knowledge.

## NANDA-I Pflegediagnosen
Laut NANDA International ist eine Pflegediagnose wie folgt definiert:

„Eine Pflegediagnose ist die klinische Beurteilung der individuellen, familiären oder gemeinschaftlichen Erfahrungen/Reaktionen auf gegenwärtige oder potenzielle Gesundheitsprobleme/Lebensprozesse. Eine Pflegediagnose stellt die Grundlage für die Auswahl an Pflegeinterventionen hinsichtlich der Erzielung von Outcome dar, für die die Pflegenden verantwortlich sind (angenommen auf der neunten NANDA-I-Konferenz in 2009)“

### Aufbau der NANDA-I Pflegediagnosen
Die NANDA-I Pflegediagnosen sind Konzepte, welche mittels multiaxialem System präkombinatorisch zusammengestellt werden (NANDA 2013:79ff). Das bedeutet, dass eine NANDA-I Pflegediagnose aus einem Begriff der Achse 1 z. B. Schmerz und mindestens einem Begriff einer weiteren Achse, z. B. Achse 2 „akut“ zusammengesetzt sind. Präkombiniert ergibt sich daraus der Pflegediagnosentitel „akuter Schmerz“. Folgende Achsen sind in der NANDA-I definiert (n= gibt die Anzahl der vorhandenen Begriffe an):
- Achse 1: Das diagnostische Konzept (n=145)
- Achse 2: Subjekt der Diagnose (Individuum, Familie, Gruppe, Gemeinschaft, n=4)
- Achse 3: Beurteilung (z. B. beeinträchtigt, unwirksam, n=27)
- Achse 4: Lokalisation (z. B. Blase, auditorisch, zerebral, n=28)
- Achse 5: Alter (z. B. Säugling, Kind, Erwachsener, n=9)
- Achse 6: Zeit (chronisch, akut, intermittierend, n=4)
- Achse 7: Status der Diagnose (aktuell, Risiko, Gesundsein, Gesundheitsförderung, n=5)

Die Begriffe auf der ersten Achse sind die zentralen diagnostischen Begriffe der Pflegediagnosetitel und können mit Elementen aus anderen Achsen kombiniert genutzt werden, um Pflegediagnosen zu beschreiben. Die NANDA-I Pflegediagnosen, die bereits präkombiniert beschrieben sind, z. B. „Dysfunctional Ventilatory Weaning Response“, bestehen aus einem Begriff der ersten Achse (Diagnostic concept) „Ventilatory weaning response“  und einem Begriff „Dysfunctional“ der sechsten Achse (Descriptor). Diese Achsenstruktur wurde erstmals 2005 beschrieben/entwickelt. Ziel ist es, sich an das internationale Standardreferenzmodell für eine Pflegediagnose anzugleichen
In der NANDA-I Ausgabe 2012–2014 sind 216 NANDA-I-Pflegediagnosen definiert. Sie bestehen in der Regel aus einem Begriff der ersten Achse und einem oder mehreren Begriffen der Achsen 2–7. Für jeden präkombinierten NANDA-I-Pflegediagnosetitel wurden je eine Definition dessen, sowie bestimmende Merkmale, beeinflussende Faktoren oder, wenn es sich um eine Risikopflegediagnose handelt, Risikofaktoren entwickelt. Die NANDA-I-Pflegediagnosen folgen dem PÄS-Schema (zur Beschreibung einer Pflegediagnose wird das PÄS-Format oder auch PÄS-Schema genannt, empfohlen, P steht für Pflegeproblem, Ä für Ätiologie/Ursachenzusammenhang, S für Symptome/Kennzeichen), bestehend aus dem diagnostischen Konzept/dem Pflegeproblem, den beeinflussenden Faktoren (oder auch Ätiologie genannt) und den bestimmenden Merkmalen (auch Cluster von Zeichen und Symptomen bezeichnet).
NANDA-I zählt zu den präkombinatorischen polyhierarchischen Klassifikationssystemen. So hat z. B. die Pflegediagnose „Beeinträchtigtes Wohlbefinden“ die Zuordnung in drei Klassen (Physisches Wohlbefinden; Umfeldbezogenes Wohlbefinden, Soziales Wohlbefinden). Klassifiziert werden die Pflegediagnosentitel. Durch die zahlreichen Umsortierungen der Pflegediagnosen sind einige polyhierarchische Verbindungen in der aktuellen Fassung abgebaut worden.
Die Taxonomie II ist in 13 Domänen und 47 Klassen hierarchisch geordnet. Die Bereiche sind Gesundheitsförderung, Ernährung, Ausscheidung, Aktivität/Ruhe, Wahrnehmung/Kognition, Selbstwahrnehmung, Rollenbeziehung, Sexualität, Bewältigungsverhalten und Stresstoleranz, Lebensprinzipien, Sicherheit/Schutz, Befinden und Wachstum/Entwicklung.
Die Fassung der NANDA-I-Pflegediagnosen 2012–2014 umfasst 216 Pflegediagnosen. Jede Pflegediagnose hat einen Titel und eine Definition. Für jede Pflegediagnose sind entsprechende Kennzeichen und Ursachenformulierungen entwickelt worden. Diese sind den Pflegediagnosen zugeordnet.

### Beispiel für eine NANDA-I Pflegediagnose
Titel: Selbstversorgungsdefizit Körperpflege
Definition: Beeinträchtigte Fähigkeit, Aktivitäten des Waschens selbstständig auszuführen oder abzuschließen
Bestimmende Merkmale:
- Unfähigkeit, das Bad zu erreichen
- Unfähigkeit, den Körper abzutrocknen
- Unfähigkeit, an Waschutensilien zu gelangen
- Unfähigkeit, an die Wasserquelle zu gelangen
- Unfähigkeit, das Waschwasser zu regulieren
- Unfähigkeit, den Körper zu waschen

Beeinflussende Faktoren
- Kognitive Beeinträchtigung
- Reduzierte Motivation
- Hindernisse in der Umgebung
- Unfähigkeit, einzelne Körperteile wahrzunehmen
- Unfähigkeit, räumliche Verhältnisse wahrzunehmen
- Muskuloskeletale Beeinträchtigungen
- Neuromuskuläre Beeinträchtigungen
- Schmerzen
- Beeinträchtigung der Wahrnehmung
- Ausgeprägte Angst
- Schwäche

NANDA 2012–2014, S. 273

### Änderungen in NANDA International 2012–2014
Insgesamt sind in der NANDA International Fassung 2012–2014 16 neue Pflegediagnosen hinzugekommen, 11 Pflegediagnosen wurden überarbeitet.
Eine Pflegediagnose wurde stillgelegt. Diese ist:

„Wahrnehmungsstörung (näher zu bestimmen: visuell, auditiv, kinästhetisch, gustatorisch, taktil, olfaktorisch)“

NANDA rief 2012 dazu auf, diese Pflegediagnose zu überarbeiten. Im Moment besteht keine Möglichkeit, die verschiedenen Wahrnehmungsstörungen bei Patienten abzubilden, daher ist der Aufruf sehr bedeutungsvoll.

### Validität der NANDA-I-Pflegediagnosen
NANDA-Pflegediagnosen wurden sehr zahlreich in Studien untersucht. Insgesamt gibt Müller Staub 2005 über 1965 Studien an.
Berger, Simon (Pflegewissenschaftler) führte 2005 eine Literaturanalyse zu den NANDA-I-Validierungsarbeiten durch. Ziel der Validierungsstudie war es, einen Überblick über die verschiedenen Methoden und den Stand der Validierungsarbeiten zu erhalten und zu beschreiben. Die Ergebnisse der Literaturanalyse zeigten, dass etwa bei 45 % (n= 70, von damals 154 NANDA-I-Diagnosen) der NANDA-I-Pflegediagnosen eine Validierungsarbeit veröffentlicht wurde. Zu ähnlichen Ergebnissen kommt auch Jankin Janice 1994. Sie stellt fest, dass in einer vom NANDA Research Committee herausgegebenen Liste bei einer Abfrage des Zeitraumes 1950 bis 1993 der bisher durchgeführten Forschungsarbeiten (n=242) von den 109 von der NANDA für die klinische und wissenschaftliche Testung zugelassenen Diagnosen nur 55 in der genannten Bibliographie erscheinen. Am häufigsten wurden Inhaltsvaliditätsstudien durchgeführt, Kriteriums- und Konstruktvaliditätsstudien wurden kaum gefunden. Dieses Ergebnis wird auch von anderen Autoren bestätigt in einer Veröffentlichung stellen die Autoren fest, dass es im Verhältnis zu der Zahl aller NANDA-I-Pflegediagnosen wenige klinische Validitätsstudien und auch wenige Studien zur Kriteriums- und Konstruktvalidität gegeben hat im Vergleich zu der Anzahl der Inhaltsvalidierungsstudien.
Der Forderung nach klinischen Studien ist in den letzten Jahren vermehrt nachgegangen worden, dieses stellte Berger Simon in seiner Forschungsarbeit fest. NANDA-I kann eine beträchtliche Anzahl von Studien vorweisen. Ebenso sind über Veröffentlichungen zahlreiche Anwendungen dokumentiert. Leider bleibt in zahlreichen Beschreibungen offen, wie NANDA-I in der Praxis angewendet wird. Es existieren auch einige Studien, in denen NANDA-I, NIC und NOC in Verbindung untersucht wurden. In der Studie von Park wurde z. B. die Häufigkeit der Nutzung von NANDA-I, NIC und NOC im akutstationären Setting untersucht. Insgesamt wurden 272 Patientenakten analysiert. In der Studie war es möglich, die Top 10 Pflegediagnosen, -maßnahmen, -outcomes und das NNN-Linking zu identifizieren. Zu einigen Pflegemaßnahmen konnten hier keine Aussagen bezüglich Effektivität gemacht werden. NANDA-I ist in zahlreiche Sprachen übersetzt und es gibt zunehmend verstärkte Forschungsaktivitäten. Von Seiten NANDA-I‘s als verantwortlicher Organisation der Weiterentwicklung der Taxonomie konnte keine Information dazu gefunden werden, welche Studien bei den einzelnen Pflegediagnosen mit welchen Methoden bisher durchgeführt wurden. Es ist nicht nachvollziehbar, wie die Studienergebnisse die Weiterentwicklung der NANDA-I-Pflegediagnosen beeinflussen, so ein Ergebnis der Forschungsarbeit von Berger Simon.
Zur Abbildung des Pflegeprozesses ist es erforderlich, NANDA mit weiteren Pflegeklassifikationen zu verbinden und einen pflegediagnostischen Pfad aufzubauen.

### NANDA und die Deutsche Übersetzung
2008 wurde NANDA-I erneut übersetzt. Dadurch haben sich zahlreiche Änderungen zur Vorfassung ergeben. Zur Erhöhung der Akzeptanz der Übersetzung und Sicherstellung einer 1 zu 1 Übersetzung wurde in den Folgejahren eine Arbeitsgruppe ins Leben gerufen. Diese Gruppe besteht aus Experten zur Pflegediagnostik. In dieser Arbeitsgruppe wird die Übersetzung evaluiert und konsentiert. NANDA ist als Buch  sowie als Datenbank zur Einbindung in Softwareprodukte verfügbar.

## Pflegediagnosen nach NANDA-Taxonomie II
Die NANDA ordnet Pflegediagnosen in der sogenannten Taxonomie II. Folgende 13 Domänen werden geordnet nach menschlichen Reaktionsmustern verwendet:
1. Gesundheitsförderung (Gesundheitsbewusstsein, Gesundheitsmanagement)
2. Ernährung (Nahrungsaufnahme, Verdauung, Absorption, Verstoffwechselung, Flüssigkeitszufuhr)
3. Ausscheidung und Austausch (Harntraktfunktion, Magen-Darm-Funktion, Hautfunktion, respiratorische Funktion)
4. Aktivität/Ruhe (Schlaf/Ruhe, Aktivität/Bewegung, Energiehaushalt, kardiovaskuläre/pulmonale Reaktionen, Selbstversorgung)
5. Wahrnehmung/Kognition (Aufmerksamkeit, Orientierung, Empfindung/Wahrnehmung, Kognition, Kommunikation)
6. Selbstwahrnehmung (Selbstkonzept, Selbstwertgefühl, Körperbild)
7. Rollenbeziehung (Fürsorgerollen, Familienbeziehungen, Rollenverhalten)
8. Sexualität (sexuelle Identität, Sexualfunktion, Fortpflanzung)
9. Coping/Stresstoleranz (posttraumatische Reaktionen, Coping-Reaktionen, neurobehavioraler Stress)
10. Lebensprinzipien (Werte, Glaubenseinstellungen, Wert-/Glaubens-/Handlungskongruenz)
11. Sicherheit/Schutz (Infektion, physische Verletzung, Gewalt, Umweltgefahren, Abwehrprozess, Thermoregulation)
12. Wohlbefinden (physische Wohlbefinden, umfeldbezogenes Wohlbefinden, soziales Wohlbefinden)
13. Wachstum/Entwicklung (Wachstum, Entwicklung)